# Louis Dollo
Louis Dollo (ur. 7 grudnia 1857 w Lille, zm. 19 kwietnia 1931 w Brukseli) – urodzony we Francji belgijski paleontolog i ewolucjonista.
Głównym obszarem badawczym Dollo były wymarłe kręgowce. Do jego podstawowych prac należą opracowania ostrakoderm i iguanodontów. Badał także filogenezę żółwi morskich i ryb dwudysznych. Sformułował tzw. prawo Dollo, głoszące, że raz utracone organy nie pojawią się w obrębie danej grupy organizmów. Była to hipoteza mówiąca o nieodwracalności ewolucji. 